# 奥尔
奥尔，使用于挪威的挪威語姓。以下知名人物使用此姓：
- 阿纳通·奥尔（1867年8月15日－1943年1月9日），挪威哲学家、心理学家。
- 雅各布·奥尔·邦内维·比耶克内斯，（1897年11月2日－1975年7月7日），瑞典出生的美籍气象学家。